# هپی (تگزاس)
هپی، تگزاس(به انگلیسی: Happy, Texas) شهری در ایالت تگزاس از ایالات جنوبی ایالات متحده آمریکا است. در سرشماری سال ۲۰۰۰، جمعیت این شهر ۶۴۷ نفر اعلام شد.